# Metro 2035
Metro 2035 (v ruském originále Метро 2035) postapokalyptický román spisovatele Dmitrije Gluchovského. Vypráví o přeživších v moskevském metru po skončení jaderné války na Zemi. Jedná se o třetí díl trilogie Metro. Kniha byla vydána 12. června 2015.

## Synopse
Desítky přeživších se uchýlily do moskevského metra, aby se ochránila před jadernou zkázou. V tomto chaosu se příběh zaměřil na hlavního hrdinu Arťoma, který je silně přesvědčen, že nejsou sami. Ten se vydává na poslední pouť moskevským metrem, aby všem dokázal, že měl pravdu.